# Porto Sul
Porto Sul, também referido como Complexo Logístico Intermodal Porto Sul ou Complexo Portuário e de Serviços Porto Sul, é um projeto de porto brasileiro a ser construído no distrito de Aritaguá do município de Ilhéus, estado da Bahia.
O projeto prevê que sua área de influência também envolverá um aeroporto internacional, uma ferrovia, um centro industrial, uma Zona de Processamento de Exportação (ZPE), novos acessos rodoviários e o Gasoduto Sudeste-Nordeste (Gasene).
A construção do porto demandará recursos de 5,6 bilhões de reais. Destes, 3,6 bilhões serão recursos privados investidos na Zona de Apoio Logístico (ZAL), que será controlada pelo Governo do Estado da Bahia. Os outros 2 bilhões de reais serão destinados ao Terminal de Uso Privativo (TUP) da Bahia Mineração S/A (BAMIN), subsidiária brasileira da empresa cazaquistanesa sediada em Luxemburgo Eurasian Natural Resources Corporation (ENRC) que é a principal interessada na construção do porto para a exportação do minério de ferro retirado de suas minas no município de Caetité, Bahia.
O projeto prevê a movimentação de 60 milhões de toneladas de cargas em 10 anos, chegando a 100-120 milhões em 25 anos. Caso essas previsões se confirmem o Porto Sul poderia assumir o posto de terceiro maior porto do Brasil.
O Porto Sul é o maior empreendimento portuário do Nordeste do Brasil e um dos mais importantes projetos logísticos do Brasil, com sua área de influência abrangendo os estados da Bahia, Minas Gerais, Goiás, Tocantins e Mato Grosso.
O porto tem sido muito criticado por inúmeros ambientalistas devido aos impactos ambientais negativos que causará, especialmente à mata atlântica.

## História
A partir de um projeto de ferrovia, denominada Ferrovia Transulamericana, idealizada na década de 1950, com o objetivo de ligar o Oceano Atlântico ao Pacífico, entre o Peru e o litoral da Bahia, foi concebida a implantação de um porto em Campinho, na baía de Camamu, pelas características oceanográficas favoráveis. Como parte do projeto, na década de 1960, foi proposta a implantação da BR-030, que ligaria Brasília ao porto de Campinho, até hoje não concluída.
No final do século XX e começo do século XXI, a ampliação da produção de grãos no oeste baiano e a oportunidade de ampliação da exploração de minérios, em particular do ferro, gerou grande pressão pela ampliação de infraestrutura e logística, articulando o estado da Bahia, principalmente em seu eixo oeste-leste, além de províncias minerais do norte de Minas Gerais. Neste sentido o estado da Bahia passou a trabalhar para viabilizar a implantação de um modal ferroviário entre a região do estado do Tocantins, em um dos cruzamentos da Ferrovia Norte-Sul (FNS), com um porto no litoral sul do estado da Bahia, em Ilhéus, o qual passou a denominar-se Porto Sul.
Durante este processo, iniciaram-se as negociações com a Bahia Mineração S/A (BAMIN) - controlada pela Eurasian Natural Resources Corporation (ENRC) - que alterou seu projeto original de mineroduto, ligando Caetité a um terminal marítimo no litoral da Bahia, procurando a utilização da Ferrovia Oeste-leste (FIOL) e integrando-se definitivamente ao projeto Porto Sul, com o qual contribuiria ainda, responsabilizando-se pela construção da ponte de acesso marítimo. Em 2007, o governo estadual, apoiado pelo governo federal, consolidou o Porto Sul como um empreendimento público e privado  de gestão compartilhada.

## Impactos ambientais
Em 2009 o primeiro Estudo de Impacto Ambiental do projeto foi encaminhado ao Ibama e a partir daí se iniciaram muitos debates sobre os efeitos negativos do porto sobre o meio ambiente concomitantemente com o processo de consolidação do projeto.
Durante esse processo foram detectados vários impactos ambientais negativos relacionados à localização do Porto Sul dentro de uma área compatível com o traçado da FIOL. Inicialmente foi selecionada a área na Ponta da Tulha, mas a ideia teve que ser abandonada em virtude da forte oposição de ambientalistas e dos órgãos ambientais: no lugar do porto, uma reserva preservada. O estado fixou-se, então, na localidade de Aritaguá, ao sul da Ponta da Tulha, também adequada sob o ponto de vista logístico e ambientais como ao menor impacto que o projeto teria no sítio Aritaguá. A área não tem fragmentos de Mata Atlântica em regeneração, como era o caso da região de Ponta da Tulha. Também foi apontado que no trecho onde será construído o porto offshore (instalações marítimas) não haverá danos a corais e recifes, entre outros.
Em 2014, o órgão deu a licença e autorizou a construção do porto. A previsão é que a construção completa dure até cinco anos, iniciando, em primeira fase, com o processo de desapropriação, reassentamento e instalação de canteiros em terra. Para isso, foram elaborados 38 programas básicos entregues ao Ibama, buscando os trabalhos de execução ambiental. Também foram incluídas a melhoria na infraestrutura das comunidades no entorno, reorientação das atividades do turismo na região e capacitação de mão-de-obra, que será absorvida pelo empreendimento.

## Concepção
O Porto Sul é um empreendimento constituído por dois grandes terminais (sendo um construído através de uma  Sociedade de Propósito Específico (SPE), onde o Governo da Bahia será sócio minoritário de empresas com interesse em construir, operar e explorar o porto - mas com poder de veto, para garantir o acesso ao porto a todos os interessados) que compreende um conjunto de áreas e instalações:
- Terminal Público do Governo da Bahia - Constituído por terminais para armazenamento e movimentação de cargas diversas, edificações administrativas e operacionais e Zona de Apoio Logístico (ZAL) onde existem pátios de armazenamento de cargas e minério[5]
- Terminal de Uso Privativo - Destinado a exportação de minério de ferro da Bahia Mineração (Bamin)[4][19][17]

O Terminal Público deverá compartilhar com o TUP de minério de ferro contíguo a proteção marítima das suas estruturas do quebra-mar e o uso do canal de acesso e bacia de evolução, com respectivas sinalizações e balizamentos, da ponte marítima de acesso a sua estrutura portuária dimensionado para atender a embarcações de 60.000 a 220.000 DWT e das estruturas portuárias provisórias necessárias à implantação do terminal, bem como das instalações terrestres necessárias para a implantação do Porto Sul.
O Porto Sul está previsto para operar com uma diversidade de cargas. Incluída nesta capacidade está a previsão de movimentação de minério de ferro, soja, açúcar, etanol, fertilizantes, além de outros granéis sólidos e de carga geral.

### Instalações e infraestrutura

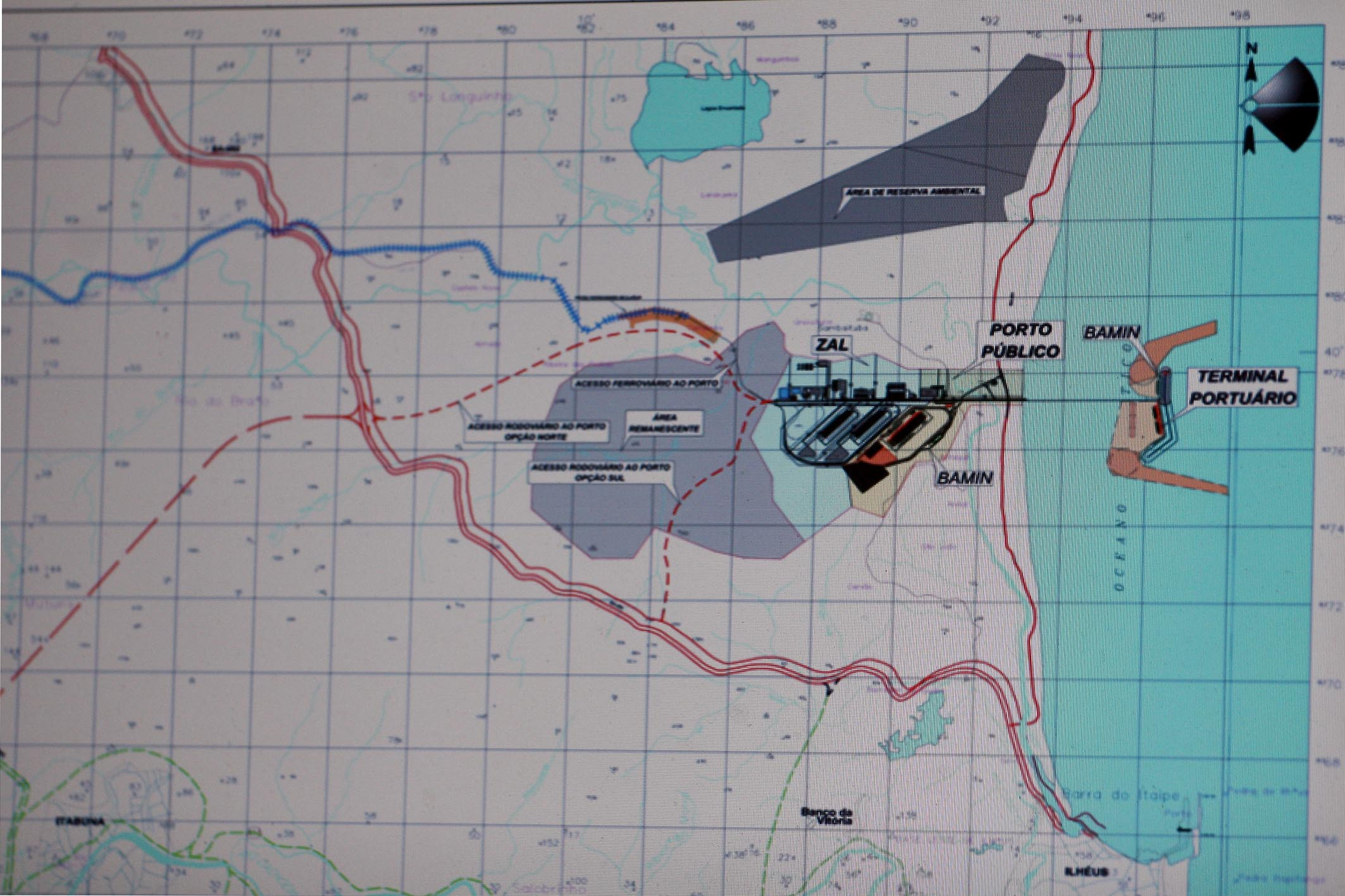
Mapa do projeto do Porto Sul apresentado no Relatório de Impacto Ambiental.

O porto terá áreas e instalações marítimas e terrestres. Sua ponte de acesso aos píeres projetados avançará 3,5 quilômetros sobre o mar e servirá de apoio às estruturas marítimas do Porto Sul e do Terminal Privado de Minério de Ferro. Essa concepção possibilitará o atendimento a navios de grande porte com a utilização de modernos equipamentos de carga e descarga.
Está prevista a construção de quebra-mar subdividido em dois principais segmentos, sendo um deles, ao sul, direcionado para o atendimento de diversos tipos de cargas soltas e de granéis sólidos e líquidos, com dimensões lineares de cerca de 1.330 m e outro, ao norte, direcionado para o atendimento do terminal especializado de minério de ferro, com comprimento de 650 metros.
Em terra, prevê-se a construção do retroporto, que conterá com áreas de serviços como processos, armazenamentos (pátios, áreas de estocagem, silos, outros);  movimentação das cargas internamente: peras e ramais ferroviários, viradores de vagões, transportadores de correia de longa distância (TCLD), casas de transferência; infraestrutura de serviços operacionais; infraestrutura de serviços administrativos e aduaneiros: escritórios, ambulatório, restaurante, refeitórios, aduana e sistemas de controle da qualidade ambiental.
O atendimento ao porto terá rede de fornecimento de energia elétrica; sistemas de captação, adução, reservação, tratamento e distribuição de água, além de sistema de água industrial necessária às operações industriais na retroárea do Porto Sul que será captada no rio Almada através de bombas, aduzida, tratada e armazenada em um reservatório específico; água de serviço utilizada para lavagem dos pátios, plataformas, equipamentos etc; sistema de detecção e combate a incêndio; água para o consumo nas atividades humanas que será captada de poços profundos, aduzida e tratada nas Estações de Tratamento de Águas; Estação de Tratamento de Esgoto etc.

### Acessos
A região junto ao futuro porto é servida pelas rodovias BA-001 e BR-101 longitudinais e pelas BR-415 e BA-262 transversais.
O traçado ferroviário interno do Porto Sul se dá a partir de um ramal que parte do último pátio da EF 334. A este traçado foi integrada uma rede de linhas ferroviárias independentes de forma a atender a SPE. Peras ferroviárias atendem aos vários terminais de granel da SPE. De cada uma das peras se originam ramais exclusivos que atendem aos viradores de vagões de minério de ferro e aos descarregadores de vagões das demais cargas.
A ligação entre as instalações terrestres (onshore) e os píeres da SPE está planejada para ser feita através de uma ponte sobre a BA-001, no trecho entre Ilhéus e Itacaré. Também está prevista uma ponte sobre o rio Almada.